# Аеробне тренування
Аеробні вправи (також відомі як серцево-судинні або кардіо) — це фізичні навантаження від низької до високої інтенсивності, які насамперед залежать від аеробного енергогенеруючого процесу.  Аеробіка в перекладі означає поняття, яке «стосується, включає або потребує кисню» і пов'язана з використанням кисню для задоволення енергетичних потреб під час вправ за допомогою аеробного обміну. 

## Види аеробних тренувань

### У приміщенні
- Бігова доріжка (тренажер)
- Стаціонарний велосипед
- Аеробіка

### Просто неба
- Біг
- Велоспорт
- Скандинавська ходьба
- Катання на ковзанах
- Ходьба
- Гребля
- Лижний спорт

### Просто неба або в приміщенні
- Плавання
- Водна аеробіка
- Біг підтюпцем